# Југославија на Европском првенству у атлетици на отвореном 1982.
Југославија је учествовала на 13. Европском првенству у атлетици на отвореном 1982. одржаном у Атини, Грчка, од 6. до 12. септембра. Репрезентацију Југославије на њеном тринаестом учешћу на европским првенствима на отвореном, представљало је 14 атлетичара (11 мушкараца и 3 жене) који су се такмичили у 10 дисциплина (7 мушких и 3 женске).
На овом првенству представници Југославије нису освојили ниједну медаљу. У табели успешности према броју и пласману такмичара који су учествовали у финалним такмичењима (првих 8 такмичара) Југославија је са 3 учесника у финалу заузела 20. место са 11 бодова.
| Пл. | Земља       | 1. место | 2. место | 3. место | 4. место | 5. место | 6. место | 7. место | 8. место | Бр. фин. | Бодови |
| --- | ----------- | -------- | -------- | -------- | -------- | -------- | -------- | -------- | -------- | -------- | ------ |
| 20. | Југославија | -        | −        | -        | 1 − 5    | 1 - 4    | −        | 1 - 2    | -        | 3        | 11     |

## Учесници
| Мушкарци: - Жељко Кнапић — 400 м, 4 х 400 м - Драган Здравковић — 1,500 м - Винко Покрајчић — 1,500 м - Исмаил Мачев — 4 х 400 м - Горан Хумар — 4 х 400 м - Јожеф Кереши — 4 х 400 м - Новица Чановић — Скок увис - Ненад Стекић — Скок удаљ - Јанош Хегедиш — Троскок - Владимир Милић — Бацање кугле - Јован Лазаревић — Бацање кугле | Жене: - Бреда Пергар — 3.000 м - Лидија Бенедетич — Скок увис - Снежана Данчетовић — Скок удаљ |  |

## Резултати

### Мушкарци
| Атлетичар         | Дисциплина   | Лични рекорд | Квалификације   | Квалификације | Полуфинале            | Полуфинале   | Финале    | Финале       | Детаљи |
| Атлетичар         | Дисциплина   | Лични рекорд | Резултат        | Место         | Резултат              | Место        | Резултат  | Место        | Детаљи |
| ----------------- | ------------ | ------------ | --------------- | ------------- | --------------------- | ------------ | --------- | ------------ | ------ |
| Жељко Кнапић      | 400 м        |              | 46,71 КВ        | 1. у гр. 3    | 46,24                 | 3. у гр. 2   | 46,20 ЛРС | 7 / 26       |        |
| Драган Здравковић | 1.500 м      |              | 3:43,02 КВ      | 3. у гр. 1    |                       |              | 3:42,44   | 9 / 29       |        |
| Винко Покрајчић   | 1.500 м      |              | 3:40,86 кв, ЛРС | 5. у гр. 3    | 3:44,00               | 10 / 29      |           |              |        |
| Исмаил Мачев      | 4 х 400 м    |              | 3:08,44 НРС     | 6. у гр. 1    | Нису се квалификовали | 10 / 11 (12) |           |              |        |
| Горан Хумар       | 4 х 400 м    |              | 3:08,44 НРС     | 6. у гр. 1    | Нису се квалификовали | 10 / 11 (12) |           |              |        |
| Јожеф Кереши      | 4 х 400 м    |              | 3:08,44 НРС     | 6. у гр. 1    | Нису се квалификовали | 10 / 11 (12) |           |              |        |
| Жељко Кнапић      | 4 х 400 м    |              | 3:08,44 НРС     | 6. у гр. 1    | Нису се квалификовали | 10 / 11 (12) |           |              |        |
| Новица Чановић    | Скок увис    |              | 2,18 КВ, ЛРС    | 15.           | Нису се квалификовали | 15 / 22      |           |              |        |
| Ненад Стекић      | Скок удаљ    |              | 7,91 КВ         | 7.            | 7,93 ЛРС              | 5 / 22       |           |              |        |
| Јанош Хегедиш     | Троскок      |              |                 |               |                       |              | 16,03 ЛРС | 10 / 12 (13) |        |
| Владимир Милић    | Бацање кугле |              | 19,72 КВ        | 8.            |                       |              | 20,52     | 4 / 20       |        |
| Јован Лазаревић   | Бацање кугле |              | 19.27 ЛРС       | 16.           | Није се квалификовао  | 16 / 20      |           |              |        |

### Жене
| Атлетичарка        | Дисциплина | Лични рекорд | Квалификације | Квалификације | Полуфинале | Полуфинале | Финале                | Финале       | Детаљи |
| Атлетичарка        | Дисциплина | Лични рекорд | Резултат      | Место         | Резултат   | Место      | Резултат              | Место        | Детаљи |
| ------------------ | ---------- | ------------ | ------------- | ------------- | ---------- | ---------- | --------------------- | ------------ | ------ |
| Бреда Пергар       | 3.000 м    |              |               |               |            |            | 9:11,79 ЛРС           | 15 / 21 (22) |        |
| Лидија Лапајне     | Скок увис  |              | 1,85 ЛРС      | 17.           |            |            | Нису се квалификовале | 17 / 19      |        |
| Снежана Данчетовић | Скок удаљ  |              | 6,16 ЛРС      | 20.           | 20 / 21    |            | Нису се квалификовале |              |        |